# Фаргуэль, Рамон
Рамон Фарнуэль и Монторси (Берга, 1769 — там же, год неизвестен), плотник по профессии. Автор изобретения прядильного станка во времена Промышленной Революции. Его машина, названная бергедана («berguedana» или «maixerina»), использовалась до 1870 года благодаря росту производительности. 130 зубцов его машины опережали «Прялку Дженни» Джеймса Харгривса, у которой было только 40 зубцов. Это изобретение имело большое значение для развития хлопковой индустрии Каталонии.